# Меес Рійкс
Меес Рійкс (нід. Mees Rijks, нар. 8 березня 2003, Амстердам, Нідерланди) — нідерландський футболіст, нападник норвезького клубу «Волеренга».

## Ігрова кар'єра

### Клубна
Меес Рійкс починав свою кар'єру у столичному клубі АФК (Амстердам). У 2015 році він приєднався до академії клубу «Утрехт». З 2021 року Рійкс грав за дублюючий склад «Йонг Утрехт» в Еерстедивізі.
Єдину гру в основі «Утрехта» Меес Рійкс зіграв 13 березня 2022 року в матчі чемпіонату країни проти ПСВ.
У лютому 2024 року футболіст перейшов до норвезького клубу «Волеренга», який вилетів до Другого дивізіону. Рійкс підписав з клубом трирічний контракт. 23 червня 2024 року у матчі чемпіонату країни проти «Саннес Ульф» Рійкс відзначився покером у ворота суперників.

### Збірна
Меес Рійкс провів кілька матчів у складі юнацьких збірних Нідерландів.